# Plumularia filicaulis
Plumularia filicaulis is een hydroïdpoliep uit de familie Plumulariidae. De poliep komt uit het geslacht Plumularia. Plumularia filicaulis werd in 1876 voor het eerst wetenschappelijk beschreven door Kirchenpauer. 